# Wheeler Peak (Nevada)

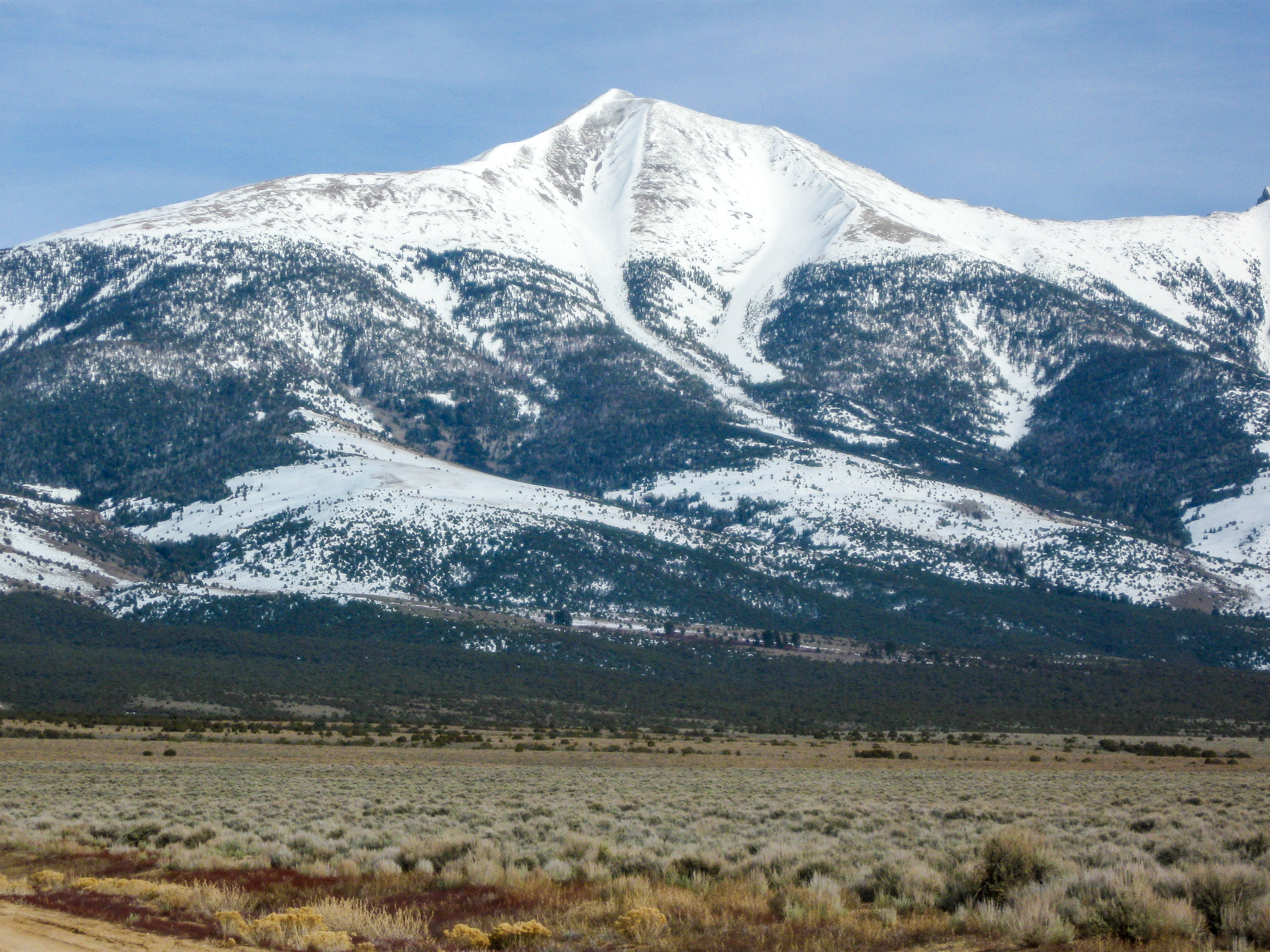
Wheeler Peak

Wheeler Peak és la muntanya més alta tant de Snake Range com de White Pine County, a Nevada, Estats Units. Té una altitud de 3.982 metres essent el segon pic més alt de l'estat de Nevada, just per sota del Boundary Peak. Aquesta muntanya està al Great Basin National Park. Rep el nom de George Wheeler, que va dirigir el Wheeler Survey al final del segle xix.

## Característiques
Wheeler Peak té una gran paret per sota d'un gran circ glacial i té una glacera activa. El cim està cobert per la neu la major part de l'any.